# Östra Karaby
Östra Karaby är kyrkby i Östra Karaby socken i Eslövs kommun i Skåne län.
Östra Karaby kyrka ligger här.
Östra Karaby ligger på en markerad höjdsträckning väster om Eslöv. Området domineras av odlad mark med små inslag av ängar. Östra Karaby kyrka syns vida omkring och ligger troligen på en äldre kultplats. Bebyggelsen är koncentrerad längs vägen norr om kyrkan och består av några äldre korsvirkeshus, men huvuddelen är nyare hus från 1900-talet.